# Ramon Garrabou i Segura
Ramon Garrabou i Segura (Sedó, 1937) és un historiador català, considerat el principal especialista d'història agrària contemporània a Espanya.
Doctor en Història per la Universitat de Barcelona, catedràtic en Historia i Institucions Econòmiques i doctor honoris causa per la Universitat de Girona, ha sigut professor d'Història Econòmica a les universitats Autònoma de Barcelona, de València i de Barcelona, i professor visitant a les de Bolonya, La Sapienza, l'École des Hautes Études en Sciences Sociales i la de Nova York. També ha estat fundador i president de la Sociedad Española de Historia Agraria. Com a investigador la seva tasca s'ha centrat en la història agrària i l'econòmica, realitzant significatives aportacions sobre el procés d'adaptació de les agricultures tradicionals a les societats de mercats i l'economia capitalista —preus i salaris agrícoles, canvis organitzatius i tecnològics—, i en particular en el procés de formació dels mercats rurals, fertilització i balanços de nutrients, l'ús del sòl i evolució del paisatge mediterrani i eficiències energètiques comparatives, els segles XIX i XX, a l'agricultura espanyola, a més d'estudis i anàlisi dels sistemes de nutrició i nivell de vida.
Fou fundador i membre del comitè editorial de les revistes Recerques —on hi va confluir amb d'altres dels anomenats «historiadors del PSUC», deixebles de Jaume Vicens—, Historia Agraria i Agricultura y Sociedad. És l'autor d'Enginyers, industrials, modernització econòmica i burgesia a Catalunya (1850-inicis del segle XX) (1982); Un fals dilema: modernitat o endarreriment de l'agricultura Valenciana (1850-1900) (1985); o Guerra y hacienda: la hacienda del gobierno central en los años de la Guerra de la Independencia 1808-1814 (1986), amb Josep Fontana; a més a més de nombrosos articles científics i col·laboracions en obres col·lectives. Va ser també un dels editors de Historia agraria de la España contemporánea (tres volums, 1985-1986), així com de La crisis agraria de fines del siglo XIX (1988).
En homenatge a Garrabou, l'historiador salmantí Ricardo Robledo va editar el 2010 l'obra col·lectiva Sombras del progreso: las huellas de la historia agraria.

## Fons Ramon Garrabou

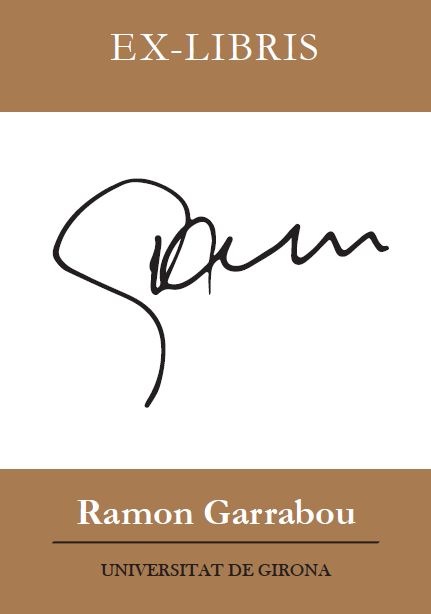
Exlibris del Fons Ramon Garrabou

El Fons Ramon Garrabou de la Universitat de Girona (UdG) arriba a la el novembre de 2015, amb la mediació del Centre de Recerca d'Història Rural de la UdG. El donatiu està format per 169 llibres, així com per 11 títols de revista. Els documents se centren principalment en l'àmbit de la història agrària, amb una especial atenció a la historiografia sobre Itàlia i posa a disposició del públic la biblioteca personal d'aquest professor i investigador, considerat el principal especialista d'història agraria contemporània de l'estat i doctor Honoris Causa de la Universitat de Girona.
La suma d'aquest llegat al dels Fons Jaume Vicens Vives, Pierre Vilar, Joan Reglà, Jordi Nadal, Joaquim Nadal i Lluís Maria de Puig; confereixen a la UdG una gran rellevància com a centre per a la investigació històrica i historiogràfica a Catalunya.